# Alberto Amaral
Carlos Alberto Rodrigues Amorim Amaral, conegut com a Alberto Amaral, (Arcos de Valdevez, Districte de Viana do Castelo, 11 de desembre de 1969) va ser un ciclista portuguès, que fou professional des del 1991 fins al 2002. Del seu palmarès destaca la Volta a l'Algarve de 1996 i el Campionat nacional en contrarellotge de 1998.

## Palmarès
- 1994
  - Vencedor d'una etapa de la Volta a l'Alentejo
- 1996
  - 1r de la Volta a l'Algarve i vencedor de 2 etapes
  - Vencedor d'una etapa de la Gran Premi Internacional Costa Azul
- 1997
  - Vencedor d'una etapa del Gran Premi do Minho
- 1998
  -  Campió de Portugal de contrarellotge
  - Vencedor d'una etapa del Gran Premi Abimota